# 巡礼

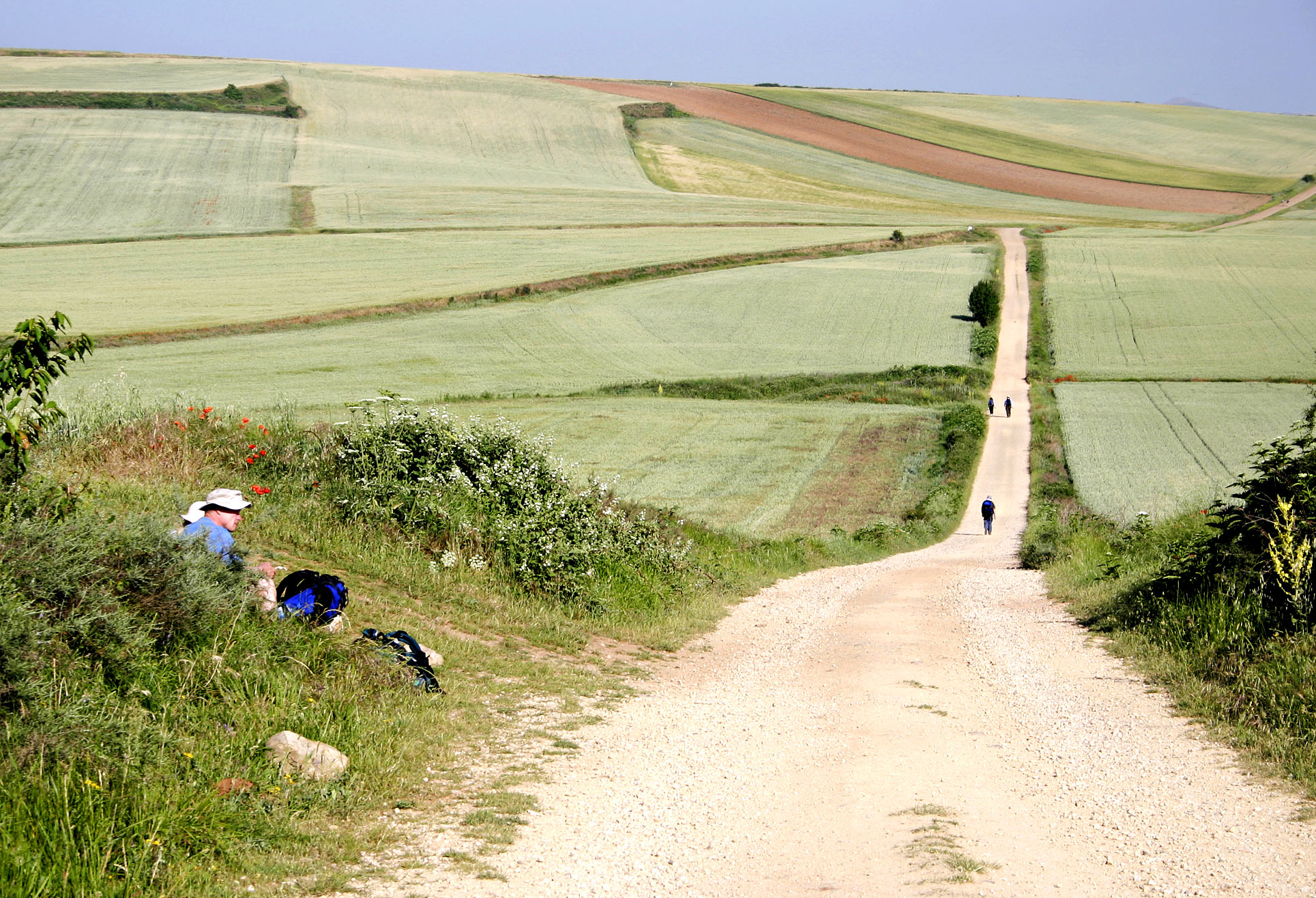
サンティアゴ・デ・コンポステーラの巡礼路（世界遺産）

巡礼（じゅんれい、英: pilgrimage）とは、
日常的な生活空間を一時的に離れて、宗教の聖地や聖域に参詣し、聖なるものにより接近しようとする宗教的行動のこと。 巡礼は世界の多くの宗教で、重要な宗教儀礼と見なされている。

## 呼称、表現、基本概念
フランス語では「pèlerinage ペルリナージュ」、英語では「pilgrimage ピルグリミッジ」、ドイツ語では「Pilgerfahrt ピルゲルファールト」である が、 これらは基本的にラテン語の「peregrinus ペレグリーヌス」を語源としており、「通過者」や「異邦人」を意味する。

## 分類、類型
集団型と個人型との分類が可能である。聖地は多くが辺地にあり、交通手段が未発達の時代には個人で行うのは困難であった。また、巡礼は長日数におよび金銭的な準備も必要なので、集団型巡礼はきわめて盛んである。
他の分類として、巡礼の目的や巡拝者の資格に関して「限定型」と「開放型」がある。イスラームのメッカ巡礼は聖典コーランに定められ、イスラム教徒以外の立ち入りは厳しく禁止されており、比叡山の回峰行は数十キロメートルの行程に散在する聖所を1日で参拝する荒行であるが、これは天台宗の僧侶の資格がある者にだけ許可されている。これに対して、信者であっても観光客であっても受け入れる巡礼もあり、四国のお遍路がその一例である。
「キリスト教やイスラム教に見られる一つの聖地を訪れる直線型と、インドや東洋で見られる複数の聖地を巡る回国型に分類されている」とも言われる。

## ユダヤ教の巡礼
ソロモン神殿が存在していた時代（紀元前9世紀ころ～紀元前586年）では、ユダヤ教徒にとってエルサレムのソロモン神殿が最も重要な聖地であり、三大巡礼祭、すなわちペサハ（過越）、シャブオット（七週の祭り）、スコット（仮庵の祭り）の時、成人男性で巡礼可能な人は皆、その地の同神殿を訪れコルバン（供物の一種）をささげることが求められた。

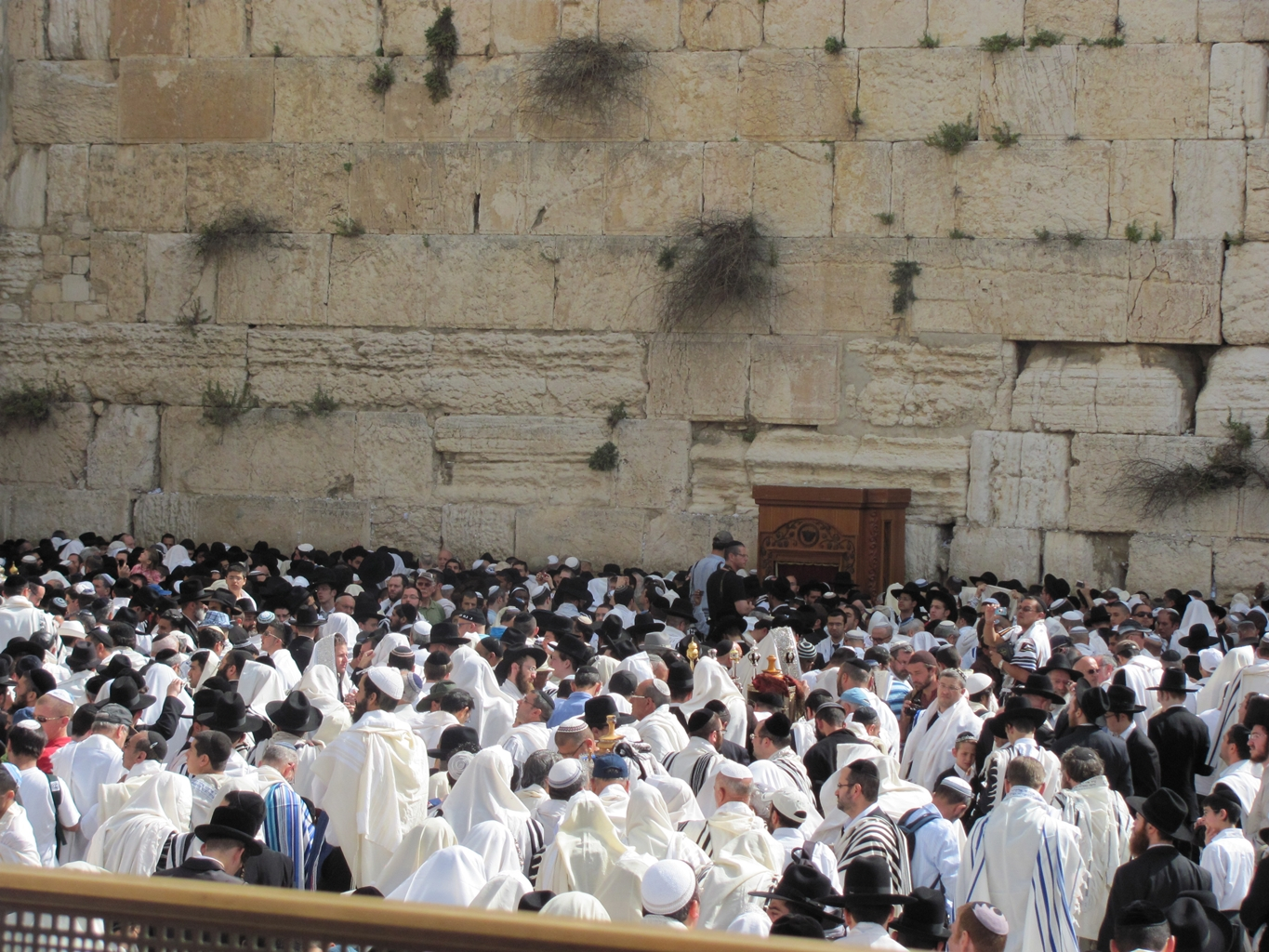
「嘆きの壁」の前のユダヤ教巡礼者たち

その後、ソロモン神殿は破壊され、それでもその神殿は第二神殿、ヘロデ神殿と再建・拡張されたが、紀元70年に再度ローマ帝国軍やアグリッパ2世の軍によって破壊された後は再建は果たされておらず、わずかに残されたかつてのヘロデ神殿周囲の（西側の）外壁の一部分（嘆きの壁）が、現在のユダヤ教徒の最も重要な巡礼の場所となっている。
現在のユダヤ教では、嘆きの壁以外にも多くの巡礼の地はあり、たとえばマクペラの洞穴（アブラハムなどが埋葬されているとされる場所）、またツァッディークたちの墓（ベツレヘム、メロン山、ネティヴォ 等々にあるもの）などが巡礼の地となっている。
- ユダヤ教の巡礼地（英語版のカテゴリページ。リスト状に列挙されている。）

## キリスト教の巡礼
キリスト教は、当初から殉教者を出したが、その墓所に詣でて敬意を表する信者がいた。これをmartyrium マルティリウムと言う。そうした場所は礼拝の場である教会堂と並び、教会にとって重要な場所となった。
4世紀にキリスト教が公認されると、キリスト教発祥の地であるパレスチナ、ことにイエス・キリストの生地であるベツレヘム、受難の地であるエルサレムの遺構に参拝するために信者が旅をするようになった。また各地の殉教者記念堂も巡礼の対象となった。

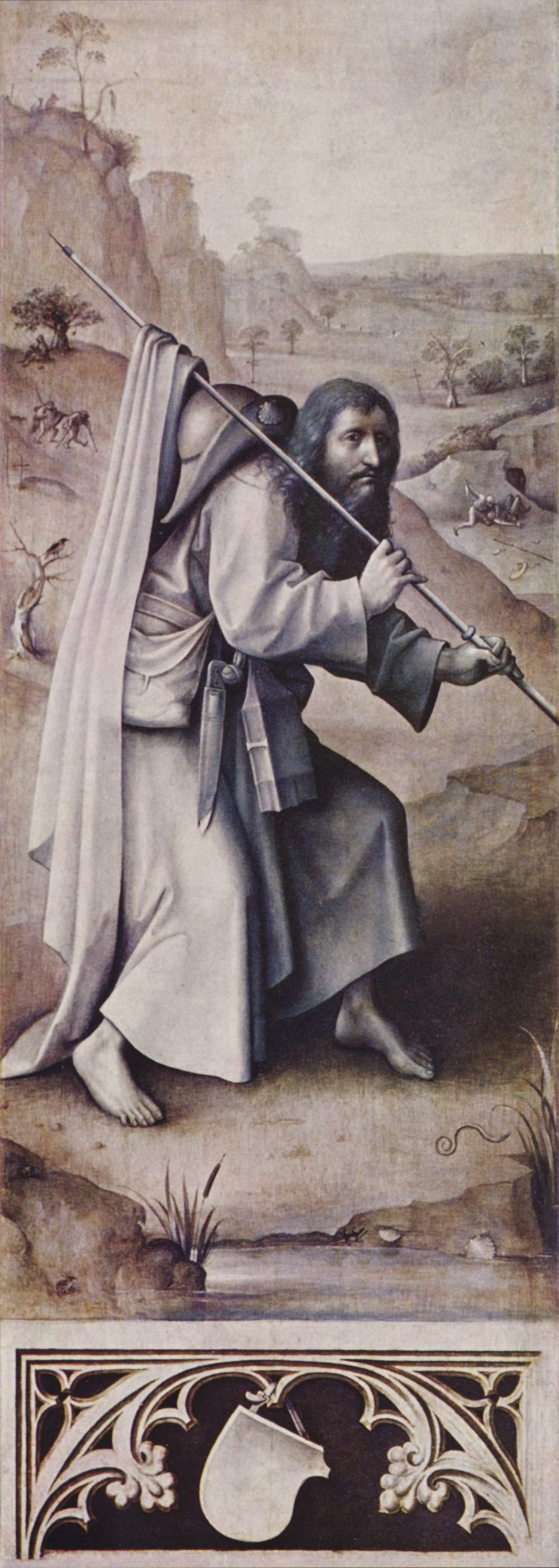
巡礼者を描いた1500年ころの絵画。（ヒエロニムス・ボッシュ画）

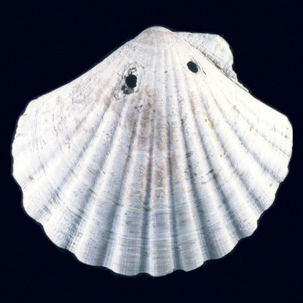
巡礼者のシンボルとして用いられているホタテの貝殻。リュックなどにぶら下げる。

キリスト教における巡礼は聖地への礼拝だけでなく、巡礼旅の過程も重要視されている。聖地への旅の過程において、人々は「神との繋がり」を再認識し信仰を強化する。ルイス・ブニュエルの映画『銀河』（仏: "La Voie lactée" / 英: "The Milky Way"、1969年）は、サンティアゴ・デ・コンポステーラへの巡礼を、「時間と空間を越える神の存在への問いかけの物語」として描いている。
地中海沿岸からヨーロッパ各地に諸聖人の遺骨（聖遺物または不朽体）または十字架、ノアの箱舟の跡などの遺物を祭ったとされる教会、聖堂などが多数あり、巡礼が行われた。巡礼は多くの旅人を集めた（『カンタベリー物語』など）。もっとも有名なものには、エレナが発見したとされる十字架の遺物、アルメニア王アブガル（アウガリ）に贈られ、シリアのエデッサ（Edessa）からコンスタンティノポリスにもたらされた自印聖像（マンドリオン、手で描かれたのではない聖像）、コンスタンティノポリスの聖母マリアの衣、洗礼者ヨハネの首などがある。これらの宝物は中世後期に失われた。また、巡礼者を惹きつけるために他の教会から聖遺物を盗んできたり、偽造することもあったとされる。また西方では、中世中期からミラノのキリストの聖骸布、聖杯（聖杯伝説や騎士道物語を生み出す元になった）などの伝承が生まれた。
古代後期から、殉教者の遺骨によって奇跡がおき、参拝した巡礼者の中に病気が治癒したり歩けなかった足が動くようになったなどの事例が報告されるようになった。こたとえばピレネー山中のルルドや、カトリックの三大巡礼地の1つサンティアゴ・デ・コンポステーラなどである。麦角病（四肢が壊疽したり、精神錯乱を招く）は「巡礼に赴くことで癒える」とされた。
こうした巡礼の旅で病に倒れた人、宿を求める人を宿泊させた巡礼教会、その小さなものを「hospice ホスピス」と呼んだが、そこでのもてなしから「hospitality ホスピタリティ（歓待）」の語がうまれ、病人の看護などの仕事をする部門が教会の中に作られるようになって今日の英語でいう「hospital ホスピタル」が派生した。またhospiceは、現代では終末期の患者が残りの時を過ごす近代的な「ホスピス」の語源となっている。
カトリック（西方教会）の三大巡礼地
カトリックの三大巡礼地は、ローマのサンピエトロ大聖堂（＝聖ペトロが眠る場所）、サンティアゴ・デ・コンポステーラ（＝9世紀に羊飼いが聖ヤコブの墓を見つけとされる場所）、そしてエルサレムともされる。
オルトドクス（正教会、東方教会）の巡礼地
正教会の巡礼地としては、アヤ・ソフィア大聖堂、アトス山、聖カタリナ修道院、エルサレムなどが挙げられる。またロシア内、ロシア正教会に限ると、至聖三者聖セルギイ大修道院なども挙げられる。
プロテスタントの巡礼に対する態度
宗教改革後、プロテスタントは、巡礼に対して冷淡な態度をとっている。

## イスラム教の巡礼

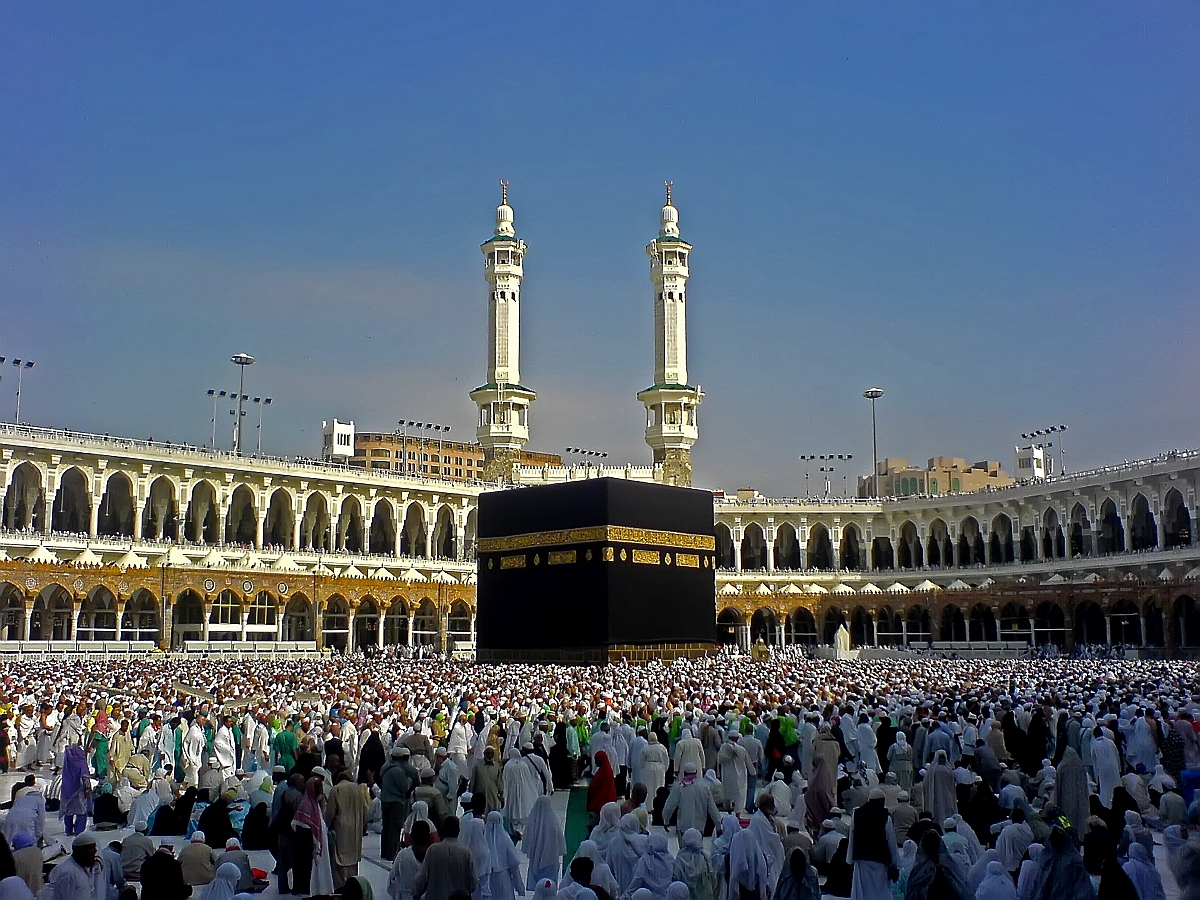
ハッジの期間やそうでないウムラの時期にメッカのマスジド・ハラームにやってきて、カアバ神殿でタワーフ（＝周囲を反時計まわりで7周まわること）を行う巡礼者たち。

メッカ（マッカ）にあるカアバ神殿へ歩いて向かうこと。アラビア語で「ハッジ」。イスラム教の五行のひとつ。行程に若干異なる点があるが、巡礼にはイスラム教各宗派の信徒が共に参加する。
ヒジュラ暦で12番目の月を「ハッジの月（巡礼月）」と呼び、この月にメッカのカアバへ巡礼することは、特に奨励されている。これを大巡礼と言う。対して、これ以外の月に巡礼することは小巡礼（ウムラ）と言う。例年、ハッジの月には数百万人の巡礼者がメッカに集まる。
巡礼は、体力的、経済的に可能な者に、一生に一度は行なうよう義務付けられている行為であるが、巡礼を果たしたムスリム（イスラム教徒）は、「ハーッジー」と呼ばれ、特に尊敬される。
現在ハッジの希望者数は受け入れ可能人数を超えており、ハッジに参加するにはメッカを管理するサウジアラビア政府の発給する特別ビザが必要。ビザ発給枠はムスリム人口を考慮し各国に割り当てられる。サウジアラビア政府は巡礼地での礼拝時の宗教的興奮において起こると危惧される政治的混乱を恐れている。
聖者の廟への参詣はズィヤーラ(アラビア語: زيارة)と呼ばれてハッジ（巡礼）とは厳格に区別されるが、ズィヤーラの方がむしろ日本でいう巡礼に近い。ズィヤーラははじめシーア派によって体系化され、歴代のイマーム、とくにカルバラーのフサイン廟への参詣が奨励された（アルバイーンも参照）。後にイスラーム世界全体に広がり、各地の聖廟を巡歴する形式や、集団参詣も行われるようになったが、近代になって急激に衰退した。

## バハイ教の巡礼
バハイ教では本来バグダードのバハー・ウッラーの家とシーラーズのバーブの家が巡礼地とされていたが、現在ではこの巡礼は実行不可能である。現在バハイ教で巡礼といった場合、イスラエルのハイファ、アッコ、バフジーへの九日間の巡礼を指す。

## ヒンドゥー教の巡礼
ヒンドゥー教で聖地をティールタ(तीर्थ tīrtha)と呼び、山や川、高名なリシの住居などが巡礼の対象となる。
ヴァーラーナシーのガートはもっとも有名であり、聖なるガンジス河で沐浴をする。ヴァーラーナシーはヒンドゥー教徒にとってもっとも重要な7つの聖都（サプタプリー）のひとつである。サプタプリーの他の6つはアヨーディヤー、マトゥラー、ハリドワール、カーンチープラム、ウッジャイン、ドワールカーである。
インドの東西南北4端にある巡礼地をチャールダームと呼んで重視する。伝説によると、8世紀のシャンカラがこの4つの巡礼地をまわって寺院を建設したと伝える。チャールダームは北のバドリーナート、南のラーメーシュワラム、東のプリー、西のドワールカーがある。4つの巡礼地は遠く離れているためにすべてを巡礼するのは困難だが、多くのヒンドゥー教徒は一生に一度はこの4か所を巡りたいと望んでいる。より容易な巡礼地としてチョーターチャールダームがあり、ヒマラヤ地方のヤムノートリー（ヤムナー川の水源とされる）、ガンゴートリー（ガンジス川の水源とされる）、ケーダールナート、バドリーナートを巡る。
クンブ・メーラを行うプラヤーグ（イラーハーバード）、ハリドワール、ナーシク、ウッジャインの4か所も重要な巡礼地である。

## ジャイナ教の巡礼
ジャイナ教ではヒンドゥー教のような沐浴を否定した。いっぽうジャイナ教の聖地は山の中にあり、24人のティールタンカラが滞在して重要な事績を残した地と伝えられる。
主要な巡礼地にラージギル（ビハール州）、パーラスナート山脈（ジャールカンド州）のシカルジー、アーブー山（ラージャスターン州）、ギルナール山（グジャラート州）、パーリーターナー（グジャラート州）のシャトルンジャヤ山、シュラバナベラゴラ（カルナータカ州）などがある。

## 仏教の巡礼

### インド（およびネパール）
釈迦の生誕の地であるカピラバストゥは釈迦晩年に毘瑠璃王により破壊され廃城となっていたが、釈迦の死後数百年後には、仏僧によってカピラヴァストゥやルンビニ地域への巡礼が行われていたことが知られている。5世紀に法顕、7世紀に玄奘などもカピラバストゥに巡礼で訪れそれを文書に残した。だが、やがて同地域で仏教にかわってヒンドゥー教やイスラム教が信仰されるようになった結果、仏僧による巡礼も途絶えるようになり、14世紀ころにはカピラヴァストゥの場所が分からなくなってしまい、（UNESCOの調査によると）15世紀ころにはルンビニ地域への巡礼も途絶えてしまったようだ、という。

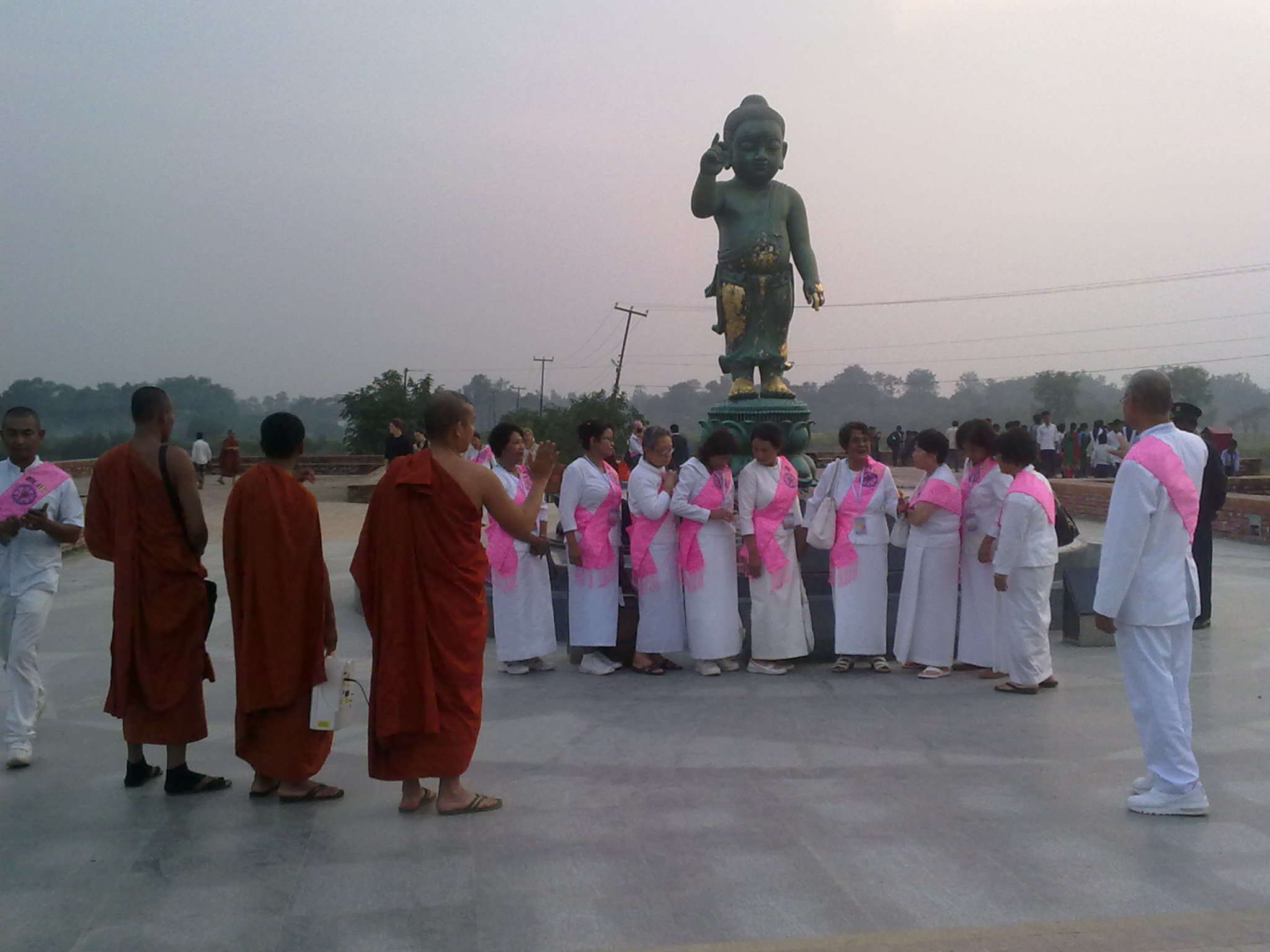
ルンビニへの巡礼を行っている仏僧たちや仏教徒たち（2016年）

現在の仏僧や仏教徒の巡礼地として有名なところとしては、ルンビニ（生誕地）、ブッダガヤ（成道、つまり悟りに至った地）、サールナート（説法を開始した地）、クシナガラ（入滅した地）の「仏教四大聖地」がある。熱心な仏教徒が世界各地からやって来る。またそれにさらに4カ所を加えた「仏教八大聖地」へ巡礼する人もいる。

### チベット

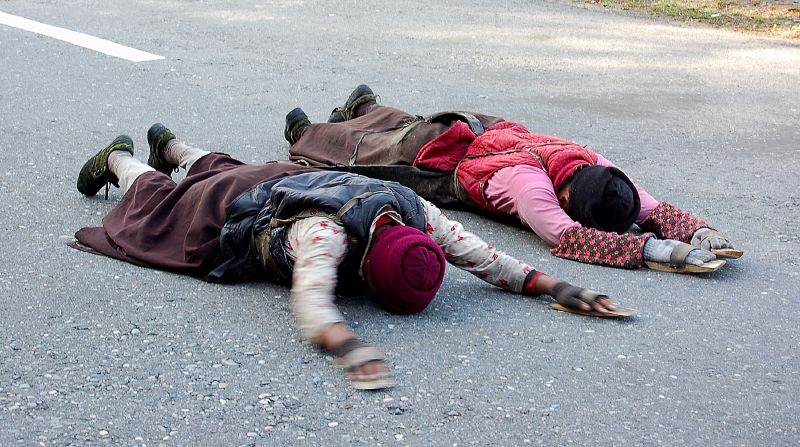
五体投地で巡礼を行うチベットの人々

チベットでは、聖地とされるカイラス山への巡礼が行われる。
12年に一度、「神々が集う」とされる聖なる年、巡礼年を迎える。カイラス山の周囲の巡礼路を、チベット仏教徒は右回りに巡礼する（右繞）。ボン教徒は左回りに巡礼する（左繞）。近年は歩いて巡礼する人が多いが、熱心な人は五体投地によって進む。1回の五体投地で身長分しか進まないので、一周するのに3万5千回ほど五体投地を行うことになる。

## メソアメリカの巡礼
メソアメリカ文明では、洞窟、山岳、湖、泉、川などが、古代から現代にいたるまで信仰の対象になった。人々は聖地を巡礼して、コパル（香）をたき、七面鳥や酒などの捧げ物をする。
16世紀のスペイン人の記録によれば、ユカタン半島のマヤ人はチチェン・イッツァのようなかつての都市、コスメルのような島を巡礼した。また、ナフ・トゥニッチの洞窟は特に重要であり、カラコル、カラクムル、ドス・ピラスなどの遠くの都市から巡礼が訪れたことが洞窟の壁に記されている。

## 日本における巡礼

### 日本の仏教の巡礼
養老2年（718年）、長谷寺の徳道の病の床での夢に閻魔大王が現れ、「世の苦しむ人々のために三十三箇所の観音霊場を作って巡礼を勧めよ」と言い、起請文と三十三の宝印を授けた。夢から覚めた徳道は宝印に従い三十三箇所の霊場を設けるが、世の信仰を得ることが出来ず発展しなかったため、宝印を摂津中山寺で石棺に収めたと伝えられる。

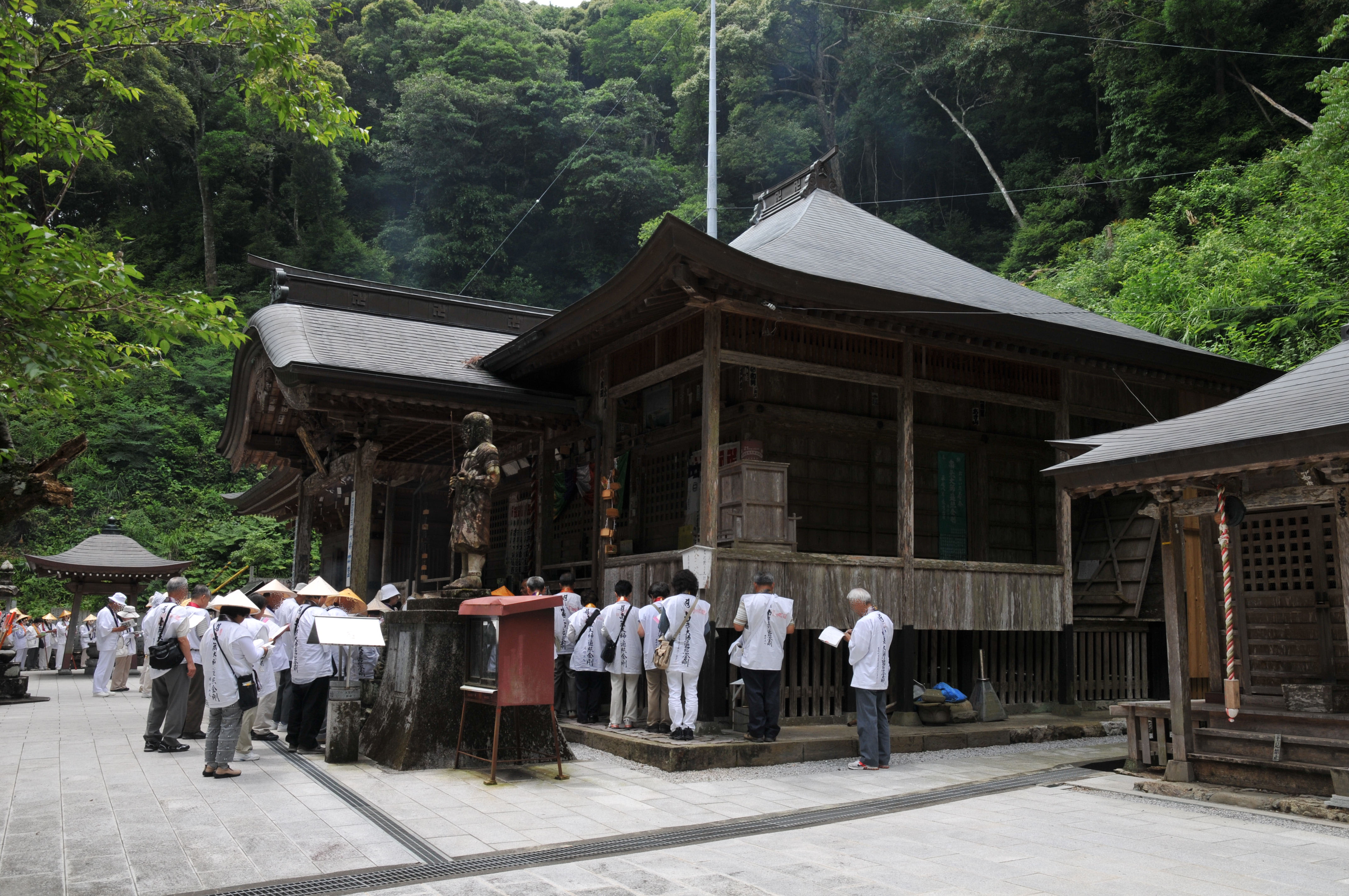
四国八十八箇所の巡礼（青龍寺）

空海（774年-835年）の入定後、修行僧らが空海の足跡を辿って遍歴の旅を始めた。時代が経つにつれ、空海ゆかりの地に加え、修験道の修行地や足摺岬のような補陀洛渡海の出発点となった地などが加わり、四国全体を「修行の場」とみなすような修行を、修行僧や修験者が実行した。室町時代にこれが庶民にも広がったと云われている。
寛和2年（986年）、19歳で出家した花山法皇は比叡山で修行の後、三十三箇所観音霊場巡礼を発願し、書写山圓教寺の性空と共に中山寺で石棺の宝印を捜し出して永延2年（988年）に紀州熊野から宝印の三十三箇所霊場を巡礼し再興を祈願した。これが現在の西国三十三所の起源といわれている。
源頼朝（1147年 - 1199年）が深い観音信仰を持っていたことから、西国に倣って坂東三十三箇所霊場を発願、実朝の代になって成立したものと考えられている。福島県の八槻都々古別神社観音像の墨書銘に、「僧成弁が三十三箇所巡礼中に八溝山観音堂での三百日参篭中別当の求めによって天福2年（1234年）に観音像を作った」とある。このことからこれ以前に坂東三十三箇所が成立していたとみられる。
平安時代末期には、末法思想が広まり、仏教では大きく二つの潮流が生じた。
浄土信仰は、遥か西方の「浄土」を信じ、極楽往生を願う巡礼が行われた（後白河法皇（1127年 - 1192年）の熊野詣でなど）。熊野を「極楽浄土の地」としてとらえ、熊野への巡礼がさかんになった。『日本書紀』の一書に「イザナミノミコトが紀伊国の熊野に葬られた」とされていること、熊野の語源説の一つに「クマ＝こもる」で「死者が籠る地」があることで、熊野を「死者の国」とみる考え方がもともとあったため、ともされる。奈良時代より修験道の修行地となっていた熊野三山の本宮を阿弥陀如来の西方極楽浄土、新宮を薬師如来の東方浄瑠璃浄土そして那智大社を「千手観音の南方補陀落浄土」として「現世の浄土の地」と考えることでその信仰が深まったと考えられる。
日蓮（1222年 - 1282年)は「『法華経』二十八品、「妙法蓮華経」こそ釈迦が衆生救済の為に説いた真実の教えであり、この末法の世を正すものである」と説き、「普段の仕事や生活、人間関係こそが修行の場である」と考え、いわゆる「巡礼」に熱中するようなことはあまりない。ただ日蓮ゆかりの久遠寺、池上本門寺、清澄寺、誕生寺（「日蓮宗四霊場」などへ巡礼は行なわれることがある。
近世に入ると平和な世の中を反映して、庶民が信仰上の巡礼を目的としつつも旅行としても楽しむようになり、巡礼は大衆化した。

### 富士講の巡礼
江戸時代にさかんになった富士講では、富士山への巡礼（富士登山）を行い、また富士五湖や白糸の滝などを巡った。富士山までなかなか行くことができない人々は、住まいの近くに富士塚をつくりそこを登った。

## 台湾や韓国での、仏教の日本風巡礼
寺院に「札所」を定めて行う巡礼は日本固有のもので中国や朝鮮では見られない習慣だが、日本の西国三十三所を写した霊場が20世紀後半から21世紀初頭にかけて韓国や台湾で開創されている。
1984年には日本の楊谷寺の住職により韓国観音霊場が、1997年には同じく日本の永昌寺の住職により台湾三十三観音霊場
が開創されている。さらに2008年には韓国の曹渓宗と韓国観光公社が協力して韓の国三十三観音聖地が開創されている。
なお、日本統治時代の朝鮮には寺院統制を目的に主要寺刹として朝鮮三十一本山を指定した他、独立後の韓国の曹渓宗が25教区を定めそれぞれ本寺を置いているが、これらを信仰の対象として巡礼が行われている（いた）かは確認出来ない。

## 主な霊場や巡礼地
- ベツレヘム
- エルサレム
- サンティアゴ・デ・コンポステーラ
- メッカ（マッカ）…など多数
- セドナ （ネイティブアメリカンのハバスパイ族などの聖地で近年では米国のスピリチュアリストの聖地。）

日本
- 四国八十八箇所
- 日本百観音
  - 西国三十三所
  - 坂東三十三箇所
  - 秩父三十四箇所
- 熊野詣
- お伊勢参り
- 富士講（その他各地の山岳信仰）
- おぢばがえり - 天理教

## ギャラリー
- 1571年のサンティアゴ巡礼者の服。
巡礼者バッジ（英語版）を付けたマント、
巡礼者の杖（英語版）(武器となる仕込み杖など)、
巡礼者の帽子（英語版）
カバン

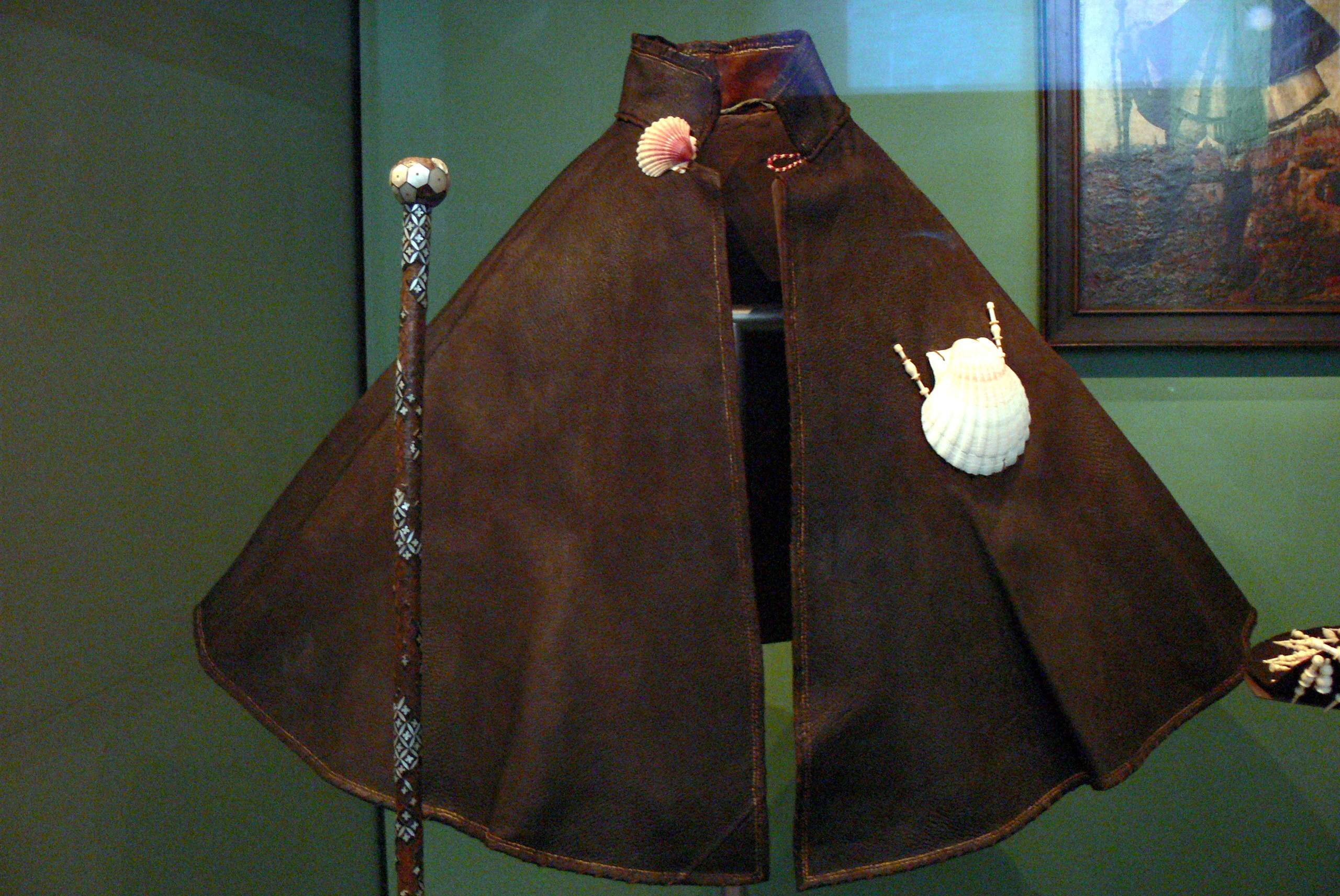
1571年のサンティアゴ巡礼者の服。 巡礼者バッジを付けたマント、 巡礼者の杖(武器となる仕込み杖など)、 巡礼者の帽子 カバン
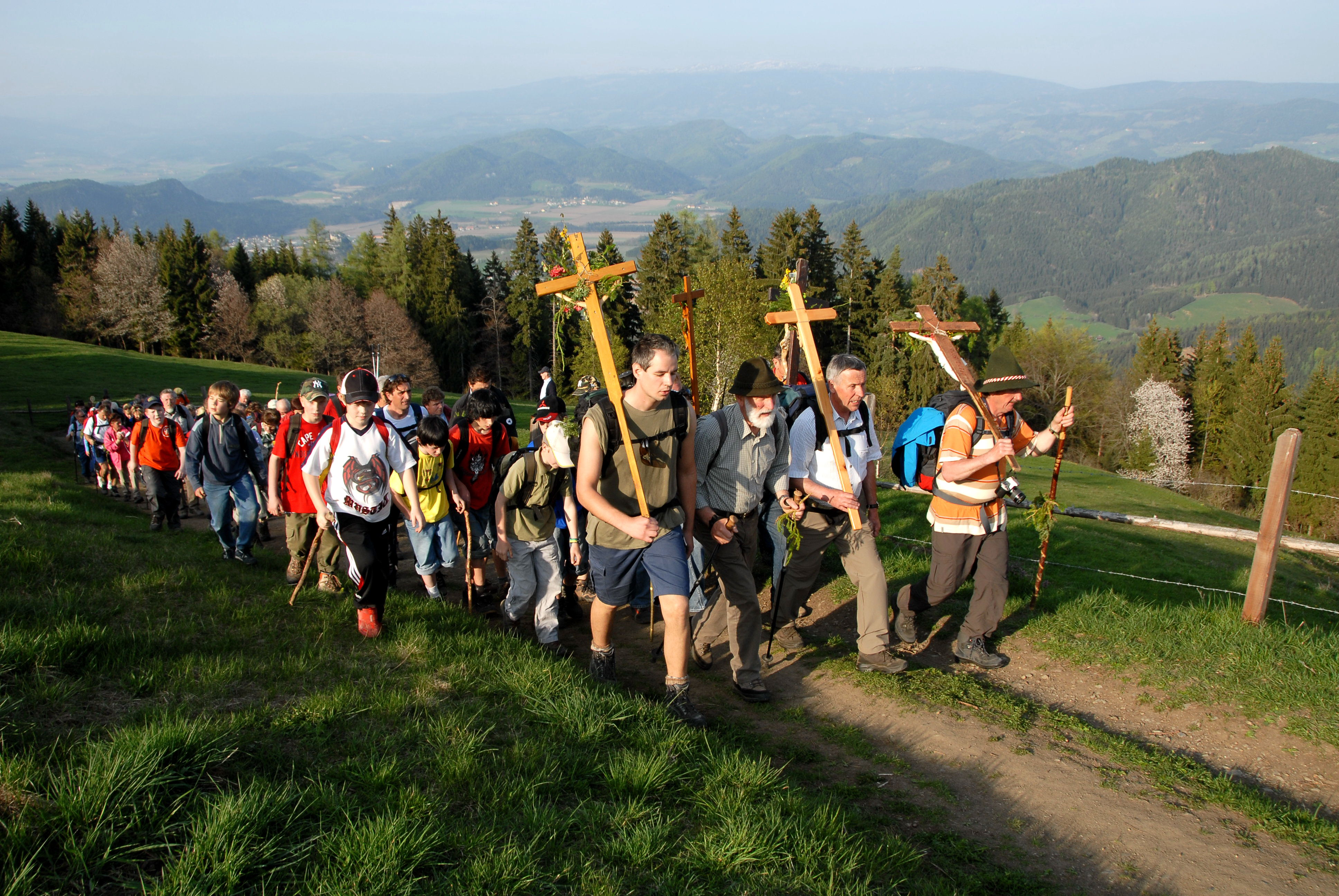
オーストリア、ケルンテン州のキリスト教巡礼者
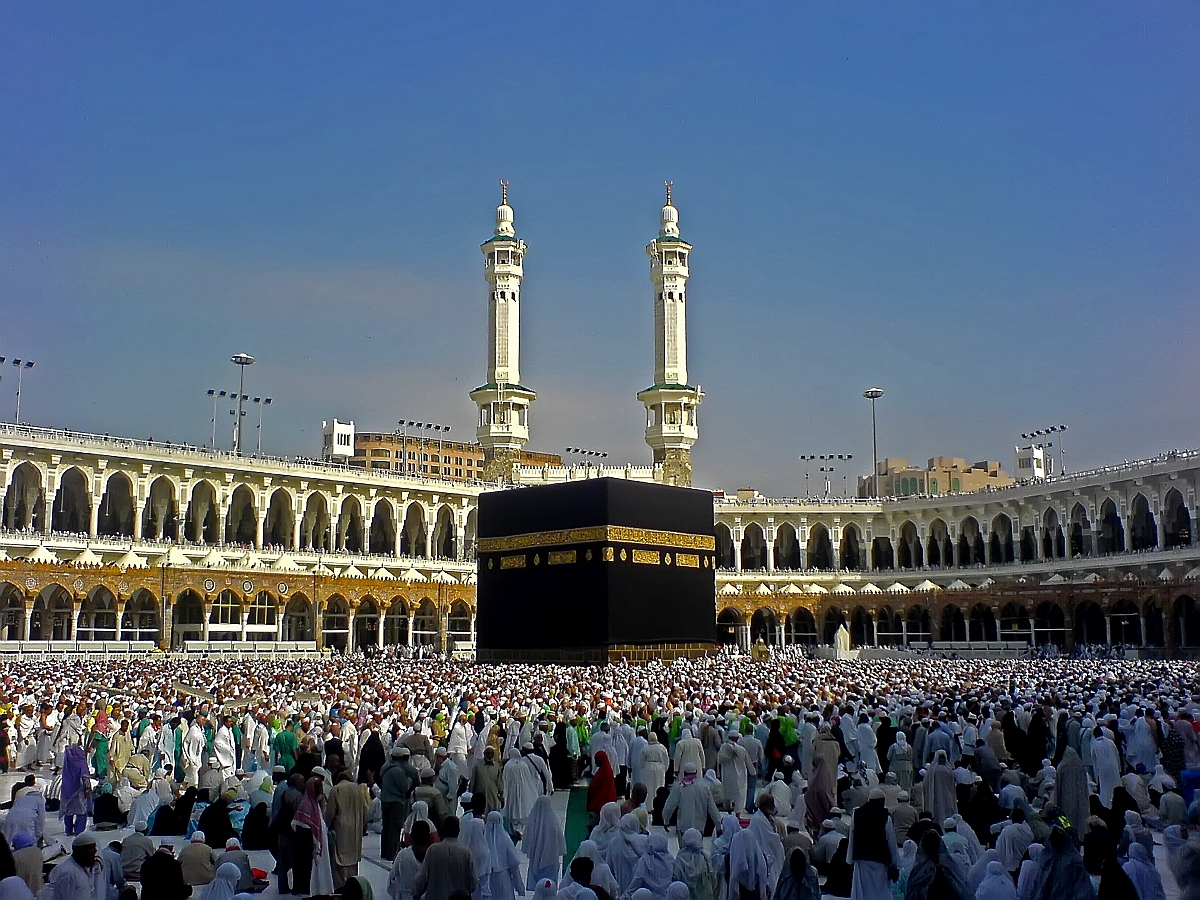
イスラム教の巡礼で訪れるカーバを一周する群衆
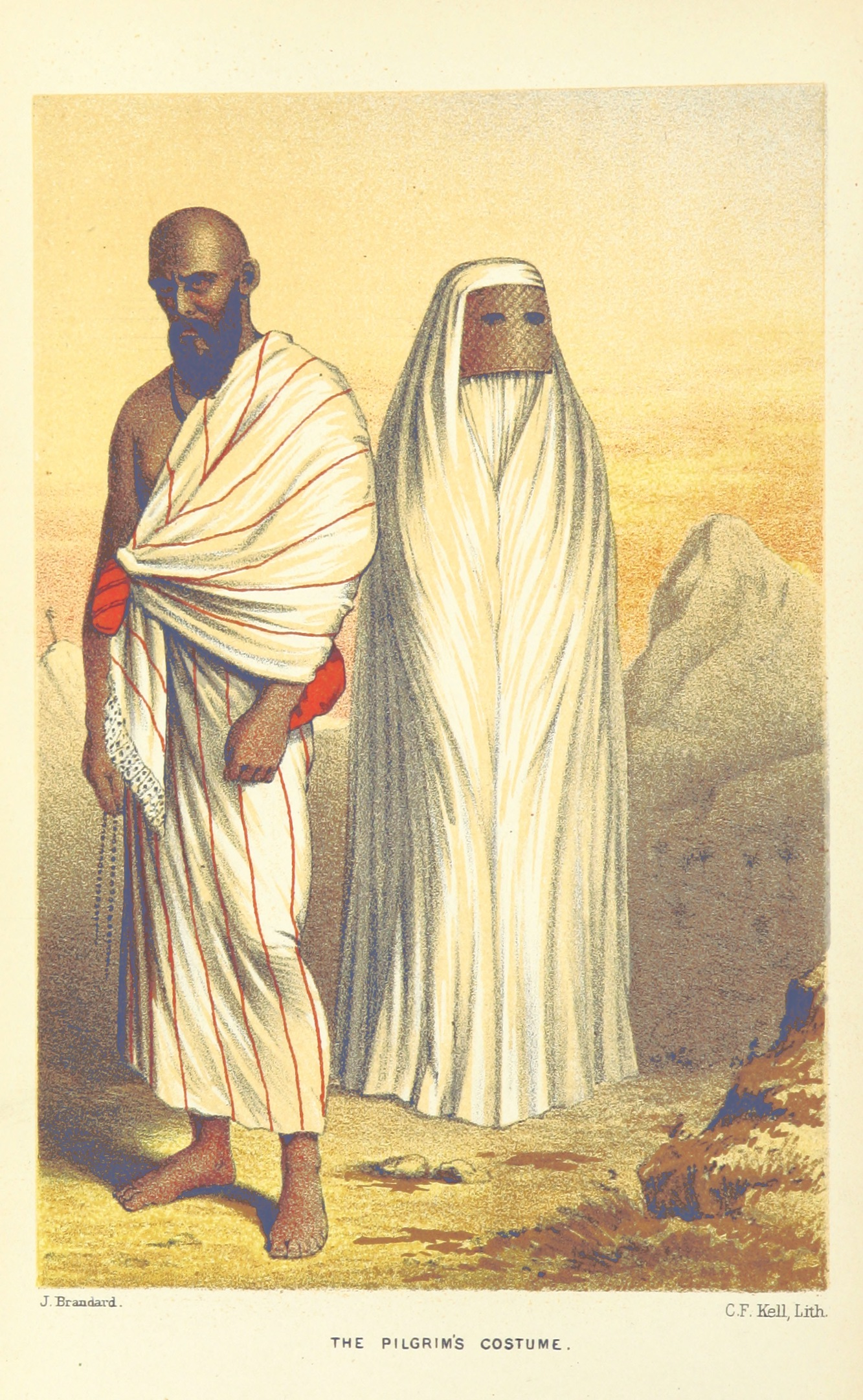
イスラム教の正装イフラーム布
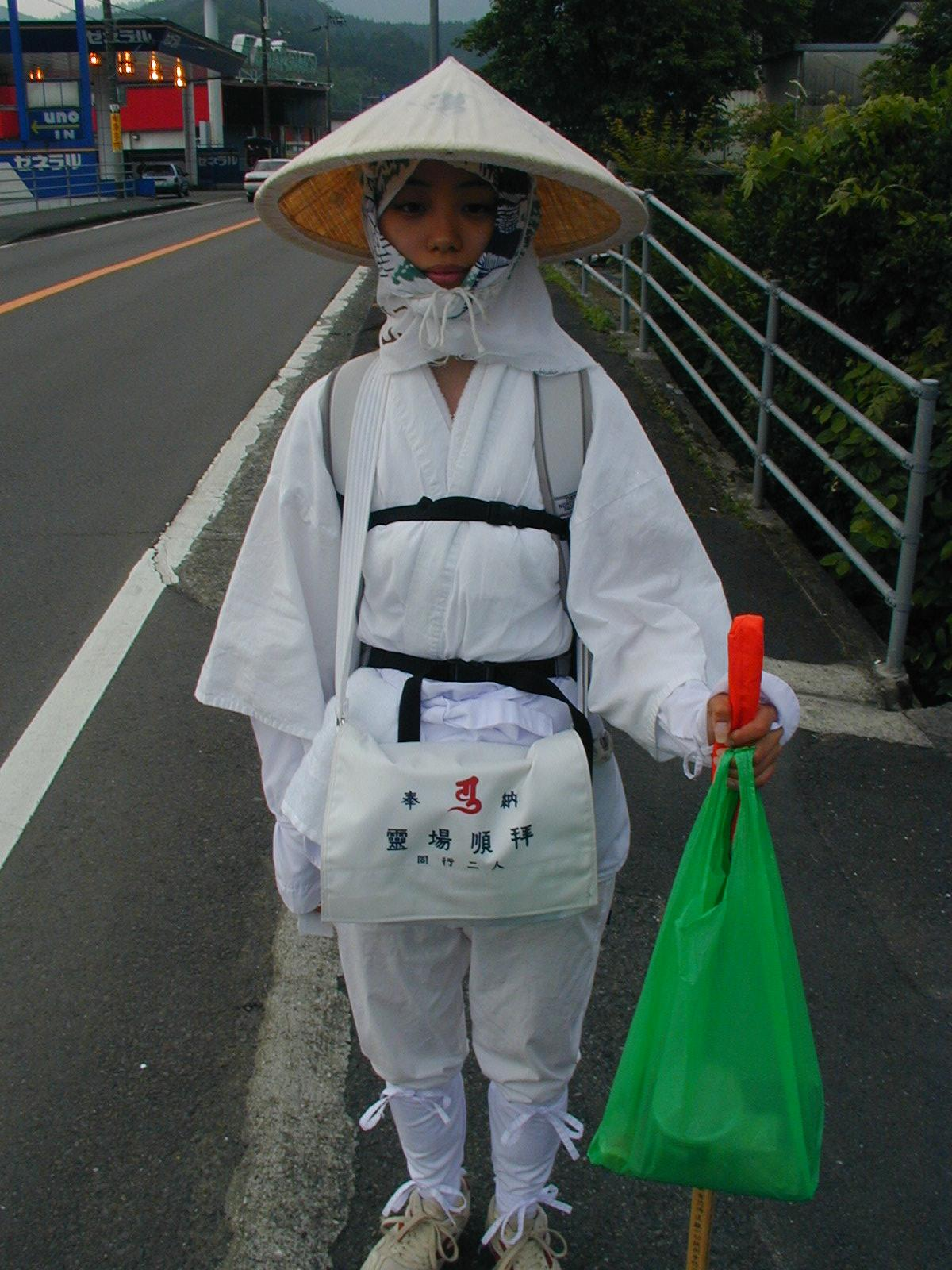
仏教の霊場巡礼用、白衣、金剛杖、頭に笠

## 参考資料
- 『坂東札所案内』（清水谷孝尚）

## 関連書籍
- 『遍路と巡礼の社会学』（佐藤久光、人文書院、ISBN 4-409-54067-X）
- 『遍路と巡礼の民俗』（佐藤久光、人文書院、ISBN 4-409-54072-6）